# Prisika (Donji Vakuf)
Prisika es un pueblo de la municipalidad de Donji Vakuf, en el cantón de Bosnia Central, Bosnia y Herzegovina.

## Superficie
Posee una superficie de 5,32 kilómetros cuadrados.

## Demografía
Hasta 1991 la población era de 78 habitantes.